# Amphoe Wang Thong
Amphoe Wang Thong (thailändisch อำเภอวังทอง) ist ein Landkreis (Amphoe - Verwaltungs-Distrikt) im Südosten der Provinz Phitsanulok. Die Provinz Phitsanulok liegt in der Nordregion von Thailand.

## Geographie

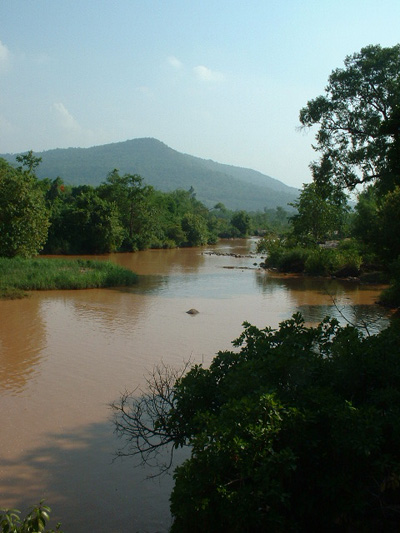
Der Khek-Fluss in Wang Thong

Amphoe Wang Thong liegt im Südosten der Provinz Phitsanulok innerhalb des Beckens des Mae Nam Nan (Nan-Fluss), der dem Mae Nam Chao Phraya zufließt. Wichtige Wasserquellen bilden der Khwae Wang Thong (Thai: แคววังทอง – Wang-Thong-Nebenfluss), der auch Khek-Fluss genannt wird, sowie der Mae Nam Khwae Noi und der Maenam Tha Muen Ram.
An der Grenze zum Amphoe Mueang Phitsanulok liegt das ehemalige Sumpfgebiet Bueng Ratchanok, das heute ein lokales Erholungsgebiet ist. Auf dem parkähnlich angelegten Gelände liegen Seen und Weiher, Wanderwege laden zum Spaziergang ein.

### Benachbarte Gebiete
Benachbarte Landkreise sind vom Süden im Uhrzeigersinn aus gesehen: Amphoe Sak Lek der Provinz Phichit, die Amphoe Bang Krathum, Mueang Phitsanulok, Wat Bot, Chat Trakan und Nakhon Thai der Provinz Phitsanulok, Amphoe Khao Kho der Provinz Phetchabun sowie Amphoe Noen Maprang wiederum in Phitsanulok.

## Geschichte
Amphoe Wang Thong wurde 1895 als Amphoe Nakhon Pa Mak begründet, der seinen Namen nach dem zentral gelegenen Tambon trug. Die Hauptverwaltung befand sich in Ban Sam Ruen. Da die dortige Gegend nicht sehr verkehrsgünstig liegt und auch häufig von Überschwemmungen heimgesucht wird, zog die Verwaltung auf die östlich des Flusses Khwae Wang Thong um, wo sich heute der örtliche Markt befindet.
1928 wurden die Tambon Phai Lom, Noen Kum und Nakhon Pa Mak zu einem neuen Amphoe Bang Krathum ausgelagert. Gleichzeitig kamen die Tambon Kaeng Sopha und Ban Klang von Nakhon Thai hinzu.
Als später das Ostufer des Wang Thong gereinigt wurde, zog das Hauptverwaltungsgebäude an seinen heutigen Ort. Die Amphoe wurde 1931 in Pa Mak umbenannt und erhielt 1939 schließlich den Namen Wang Thong.

## Sehenswürdigkeiten
Wang Thong bietet zahlreiche Ausflugsmöglichkeiten und Naturschönheiten, zum Beispiel
- Nationalpark Kaeng Chet Khwae
- Nationalpark Thung Salaeng Luang
- Saku-Nothayan-Arboretum (สวนรุกขชาติสกุโณทยาน - Suan-Rukha-Chat Saku-Nothayan)
- Wasserfall Kaeng Song (น้ำตกแก่งซอง - Namtok Kaeng Song)
- Wasserfall Kaeng Sopha (น้ำตกแก่งโสภา - Namtok Kaeng Sopha)

## Verwaltung

### Provinzverwaltung
Amphoe Wang Thong besteht aus 11 Unterbezirken (Tambon), die weiter in 166 Dörfer (Muban) gegliedert sind.
| Nr. | Name         | Thai     | Muban | Einw.  |
| --- | ------------ | -------- | ----- | ------ |
| 01. | Wang Thong   | วังทอง    | 15    | 20.276 |
| 02. | Phan Chali   | พันชาลี    | 17    | 9.0697 |
| 03. | Mae Raka     | แม่ระกา   | 15    | 07.184 |
| 04. | Ban Klang    | บ้านกลาง  | 27    | 20.030 |
| 05. | Wang Phikun  | วังพิกุล    | 15    | 08.564 |
| 06. | Kaeng Sopha  | แก่งโสภา  | 13    | 10.875 |
| 07. | Tha Muen Ram | ท่าหมื่นราม | 14    | 08.071 |
| 08. | Wang Nok Aen | วังนกแอ่น  | 19    | 16.291 |
| 09. | Nong Phra    | หนองพระ  | 12    | 06.981 |
| 10. | Chaiyanam    | ชัยนาม    | 08    | 06.190 |
| 11. | Din Thong    | ดินทอง    | 11    | 06.354 |

### Lokalverwaltung
Es gibt zwei Kleinstädte (Thesaban Tambon) im Bezirk:
- Wang Thong (Thai: เทศบาลตำบลวังทอง) besteht aus Teilen des Tambon Wang Thong,
- Wang Thong Mai (Thai: เทศบาลตำบลวังทองใหม่) besteht aus weiteren Teilen des Tambon Wang Thong.

Außerdem gibt es zehn „Tambon Administrative Organizations“ (TAO, องค์การบริหารส่วนตำบล – Verwaltungs-Organisationen) für die Tambon im Landkreis, die zu keiner Stadt gehören.